# 希亞蘭·麥克蒙納敏
希亞蘭·麥克蒙納敏（Ciarán McMenamin，1975年10月1日—）是北愛爾蘭的一位演員。麥克蒙納敏曾就讀於蘇格蘭皇家音樂學院，出演過多部BBC和ITV的電視劇。